# Philolema nadia
Philolema nadia is een vliesvleugelig insect uit de familie Eurytomidae. De wetenschappelijke naam is voor het eerst geldig gepubliceerd in 2009 door Narendran & Girish Kumar.